# Grande Ravine Glissante
Ne doit pas être confondu avec Grande Ravine.
La Grande Ravine Glissante est un cours d'eau de l'île de La Réunion, département et région d'outre-mer français dans l'océan Indien. Elle prend sa source dans les Hauts de la commune de Sainte-Rose, suit un cours de 11,3 km orienté nord-est puis se jette dans l'océan Indien au sud-est du centre-ville de la commune.